# Chondroplazja punktowa
Chondroplazja punktowa (ang. chondrodysplasia punctata) – rzadka choroba peroksysomalna, charakteryzująca się obecnością punktowych zwapnień w obrębie nasad kości lub poza nasadami, opisana po raz pierwszy przez niemieckiego lekarza Erich’a Conradi.

## Klasyfikacja
- zespół Conradiego-Hünermanna - lżejszy przebieg, dziedziczona sprzężone z chromosomem X
- rizomeliczna chondrodysplazja punktowa (ang. rhizomelic chondrodysplasia punctata, RCDP) - cięższy przebieg, dziedziczona autosomalnie recesywnie
- chondrodysplazja punktowa sprzężona z chromosomem X
- autosomalna dominująca chondrodysplazja punktowa[1][2]